# Липова алея (Почаїв)
Ли́пова але́я — ботанічна пам'ятка природи місцевого значення в Україні. Розташована в місті Почаїв Кременецького району Тернопільської області. 
Площа — 0,6 га. Оголошена об'єктом природно-заповідного фонду рішенням виконкому Тернопільської обласної ради від 21 грудня 1974 року № 554. Перебуває у віданні Почаївського комбінату комунальних підприємств. 
Статус присвоєно для збереження 62 дерев липи дрібнолистої віком 100—200 рр, із середнім діаметром 200 см. Станом на 2004 рік залишилося 10 дерев, інші вирубали у зв'язку з втратою біологічної стійкості та аварійним станом. Липова алея потребує реконструкції, має історичну, ботанічну і культурну цінність.